# Pozsonyi Imre (ejtőernyős)
Pozsonyi Imre (?, 1930. július 18. – ?, 2023. június 27.) világrekorder magyar ejtőernyős sportoló.

## Életpálya
1952-ben, 22 évesen ugrott először. A Magyar Honvédelmi Szövetség (MHSZ) ejtőernyős-oktatója. Augusztus 20-án három alkalommal tagja volt a légi parádénak, az Országház előtt ugrott a Dunába. Ejtőernyős ugrásainak száma közel 800.

## Sportegyesületei
- Székesfehérvári Repülő Klub

## Sporteredmények

### Világrekord
1961. május 5-én Sztálinváros repülőklubjában edzőtáborozó ejtőernyősök Gyurkity István, Bakos István, Ullaga András, Pozsonyi Imre, Aradi András és Gazdag István 5,36 méteres átlaggal megdöntötték a jugoszlávok 1000 méteres célba ugrás rekordját.

### Magassági csúcs 8070 m
1962. május 5-én egy HA-MAE felségjelű Il–14-es (az akkor rendelkezésre álló repülőgépekből csak ez volt alkalmas ilyen magasságba emelkedni) Malév repülőgép – pilóta Kapitány István – segítségével a nyíregyházi repülőtérről indult a csúcsbeállító csapat tagjaként. Az ugrás tagjai tapasztalt ejtőernyősök voltak:  Aradi András, Bakos István, H. Nagy Imre, Kovács György, Miklós László, Mészáros József, Pozsonyi Imre, Rónai Mihály és Szabó Pál. Ugrás közben speciális ruházatot, oxigénpalackot és légzőkészüléket is viseltek. Ugrás után másodpercenként 75–80 métert zuhantak, 120 másodperces zuhanás után nyitottak ernyőt. A végrehajtott magassági csúcsbeállítás 8070 méter volt (–45 C° fok), amivel megdöntötték az addigi magassági rekordnak számító 6270 métert. Magyarországon egyedülálló teljesítmény, amely 2012-ig rekordként állt fenn.